# Repubblica di Noli
La Repubblica di Noli (Repubbrica de Nöi in ligure) fu costituita il 7 agosto 1192. Fu un protettorato e alleato della Repubblica di Genova, separatosi dal marchesato di Finale dei Del Carretto coi quali ebbe molte vicissitudini. Raggiunse anche l'autonomia religiosa ottenendo l’istituzione di una propria diocesi. Fu una delle repubbliche marinare italiane con Amalfi, Ancona, Gaeta, Genova, Pisa, Ragusa di Dalmazia e Venezia.

## Storia (1192-1797)

### Nascita della repubblica

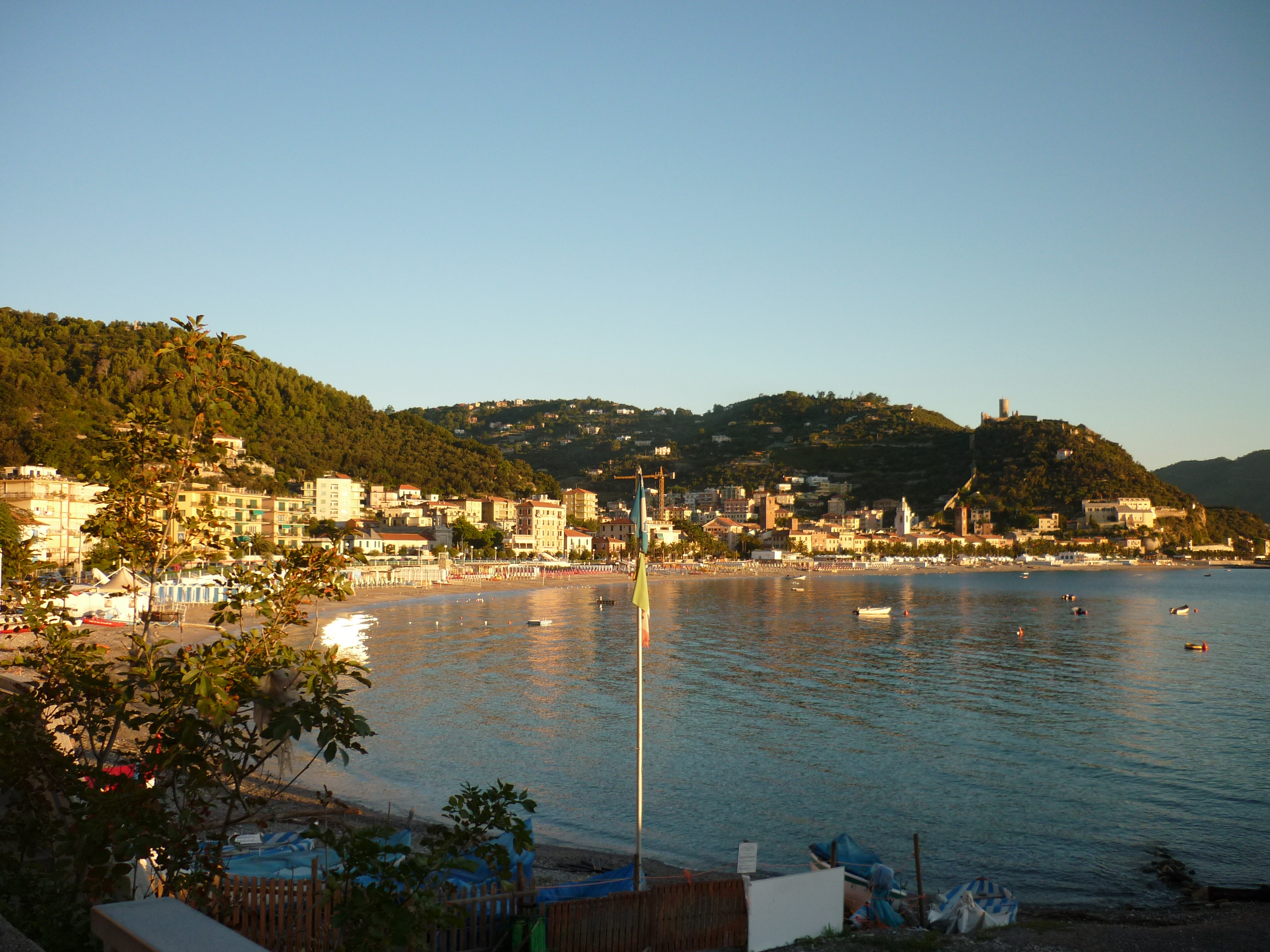
Veduta di Noli

L'atto di nascita della repubblica marinara fu sottoscritto il 7 agosto 1192 nella chiesa di San Paragorio.. Fu allora che Enrico II vendette al comune di Noli il castello di Segno ed altri diritti signorili.
L'imperatore e re di Sicilia Enrico VI di Svevia decretò nel 1196 la separazione di Noli da Finale, in virtù di un diploma che riconosceva l'autonomia con una forma di governo oligarchica i cui organi erano il Podestà, il Consiglio dei Consoli ed il Consiglio dei Capi di casa.
La piccola repubblica si estendeva tra capo Noli e la punta del Vescovado, con i borghi di Voze e Tosse: nel suo momento migliore ne facevano parte i territori limitrofi di Vado, Mallare, Orco, Segno e l'isola di Bergeggi. Confinava ad ovest con il marchesato di Finale (nella torre delle streghe, ancora esistente, stazionava il corpo di guardia di frontiera), a nord-est con la repubblica di Genova, che la proteggeva. Aveva una superficie di 4 km² - 4 chilometri la lunghezza della costiera, 1,5 la larghezza verso i monti -. Nel Settecento contava 1 534 abitanti, di cui 1050 residenti nel borgo, 184 a Tosse e 300 a Voze, i due paeselli montanari che facevano parte della repubblica.

### Vicende e forma di governo
Per tutelarsi dall'aggressività di Savona e Finale, la guelfa Noli si alleò nel 1202 con la repubblica di Genova in una sorta di
protettorato: dai documenti si evince che il rapporto era paritario e non di sottomissione
. Combatté a fianco ad essa contro Pisa per imporsi sul mar Tirreno e contro Venezia nelle guerre per l'oriente (1209). La sua importanza crebbe a tal punto che nel 1239 vi venne istituita una diocesi dal papa Gregorio IX; quest'ultima fu unita alla circoscrizione vescovile savonese il 25 novembre 1820: la cattedrale, fino al 1572, era San Paragorio, trasferita a San Pietro dei Pescatori, perché situata all'interno delle mura e quindi più sicura.
Nel secolo XIII la repubblica emanò gli Statuti, divisi in quattro libri (diritto pubblico, civile, penale e amministrativo). Noli, diversamente da altri piccoli principati liguri, non batté moneta propria, ma vi circolò quella genovese: genovino, zecchino, scudo del sole, ducato (in oro); denaro, medaglia, grosso, soldo, petacchina, cavallotto e altre (in argento). Lo storico Luigi Caorsi asserisce che le motivazioni della mancata autonomia della moneta nolese rispetto a Genova sono da ricercare nella limitatezza del mercato indigeno e nelle correnti di traffico non favorevoli allo sviluppo di una vera moneta locale, oltre al rispetto delle consuetudini da parte degli abitanti del borgo e al fatto che la "Superba" non avrebbe mai rinunciato ad una frazione del proprio privilegio di zecca.
Lo stemma era illustrato da una croce bianca scorciata in campo rosso e così pure la bandiera, per differenziarli dai simboli di Genova. Il patrono della repubblica nolese era sant'Eugenio.
Alla fine del XIV secolo sopraggiunse la decadenza della repubblica marinara: durante le crociate Noli ebbe un ruolo strategico come porto naturale (partecipò all'ottava crociata con il proprio vessillo e sua era la nave che portò il re Luigi IX di Francia a Tunisi),
diventato poi insufficiente per il ricovero di imbarcazioni più grandi. Questo fu il motivo che causò l'isolamento di Noli. I nolesi cambiarono dunque attività e, da agiati commercianti, diventarono pescatori. Anche le continue controversie con Savona e Finale contribuirono a diminuire la sicurezza della repubblica, come le incursioni spagnole e sabaude, le lotte interne tra le famiglie locali e le terribili epidemie.

I coniugi inglesi Edward e Margaret Berry, studiosi e viaggiatori, residenti a Bordighera  dal 1891, nel loro libro storico-artistico Alla porta occidentale d'Italia mostrarono di apprezzare il borgo di Noli ed il suo inusuale passato repubblicano. Anche lo scrittore e critico letterario torinese Giuseppe Baretti, nel suo "Viaggio da Londra a Genova", nel 1770, menzionò la repubblica di Noli, definendola una meraviglia politica per la bontà del sistema di governo:
Elvidio Salvarezza pubblicò un documento del 1745 che descrive la costituzione di Noli di allora. La repubblica annoverava un consiglio dei capi di casa di numero illimitato, un consiglio dei quaranta, un consiglietto di 24 cittadini, e quest'ultima sceglieva il magistrato degli otto, composto da due consoli, due padri del Comune, due Massari, due maestrali, i quali tutti insieme formavano il magistrato degli otto. Nel 1672 alcuni membri del consiglietto complottarono di consegnare la città al Duca di Savoia e proclamarne la signoria.

### Estinzione della repubblica
Il declino di Noli la portò, insieme alla repubblica di Genova, da cui era protetta, sotto la dominazione francese di Napoleone Bonaparte (1797). Il 2 dicembre 1797, infatti, si estinse l'autonomia della minuscola repubblica, quando la stessa Genova vi aveva rinunciato nel maggio dello stesso anno. La nuova costituzione della Repubblica Ligure venne approvata dopo tre giorni, dando vita ad una repubblica giacobina, che sarebbe tuttavia stata di breve durata, confluendo in seguito nel Primo Impero francese e quindi, alla fine del periodo napoleonico, nel regno di Sardegna (1814) e nel successivo regno d'Italia dal 1861.

## Gli edifici della repubblica
- Casa Garzoglio: bella casa-torre del Trecento con logge e bifore.
- Casa Maglio: suggestiva casa-torre del Trecento caratterizzata da logge e bifore.
- Castello di Monte Ursino (XII-XIV sec.): costruito dai Del Carretto, è unito alle cinte murarie del borgo.
- Chiesa di San Pietro dei Pescatori: cattedrale dal 1572.
- Palazzo del Governo: ora sede del comune, con quattro polifore ogivali e una meridiana, vi operavano gli organi della repubblica.
- Porta di Piazza (secolo XII): ingresso principale posto sulla seconda cinta muraria (erano tre e le porte almeno dieci).
- Porta-torre del Papone (secolo XIII): antico deposito di armi e munizioni della repubblica.
- Porta-torre San Giovanni (1300).
- Chiesa di San Paragorio: prima cattedrale (1239-1572).
- Torre Comunale: alta 33 metri, in pietra verde locale con merli ghibellini.
- Torre del Canto: oggi restano otto case-torri medievali delle 72 originarie.
- Torre della Marina (secolo XIII).

## Galleria d'immagini

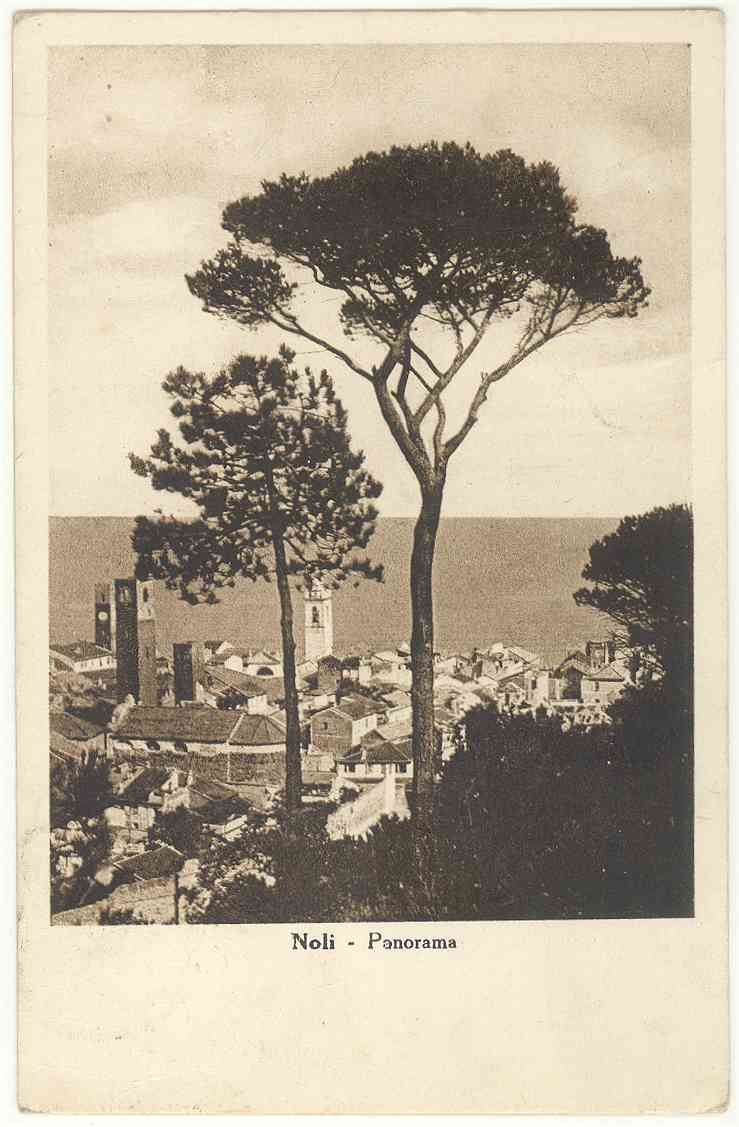
Noli nel 1941
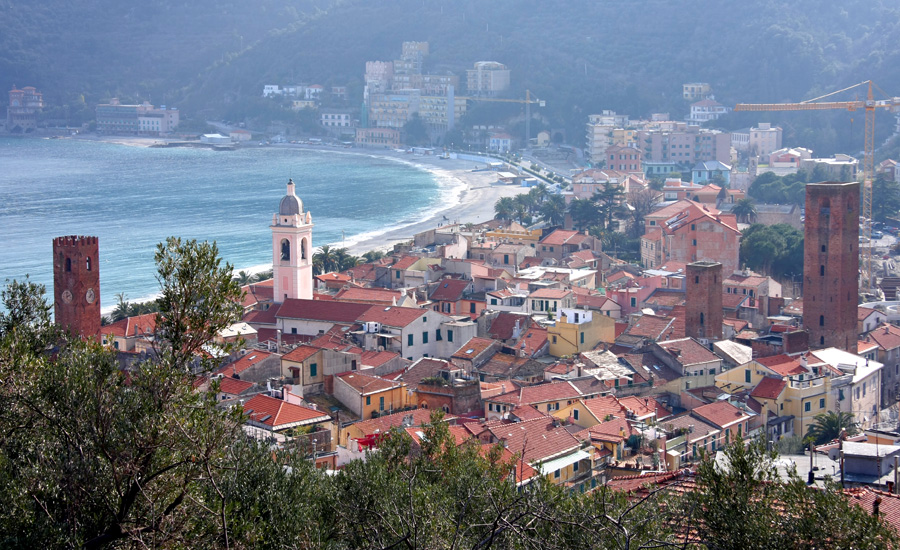
Panorama di Noli
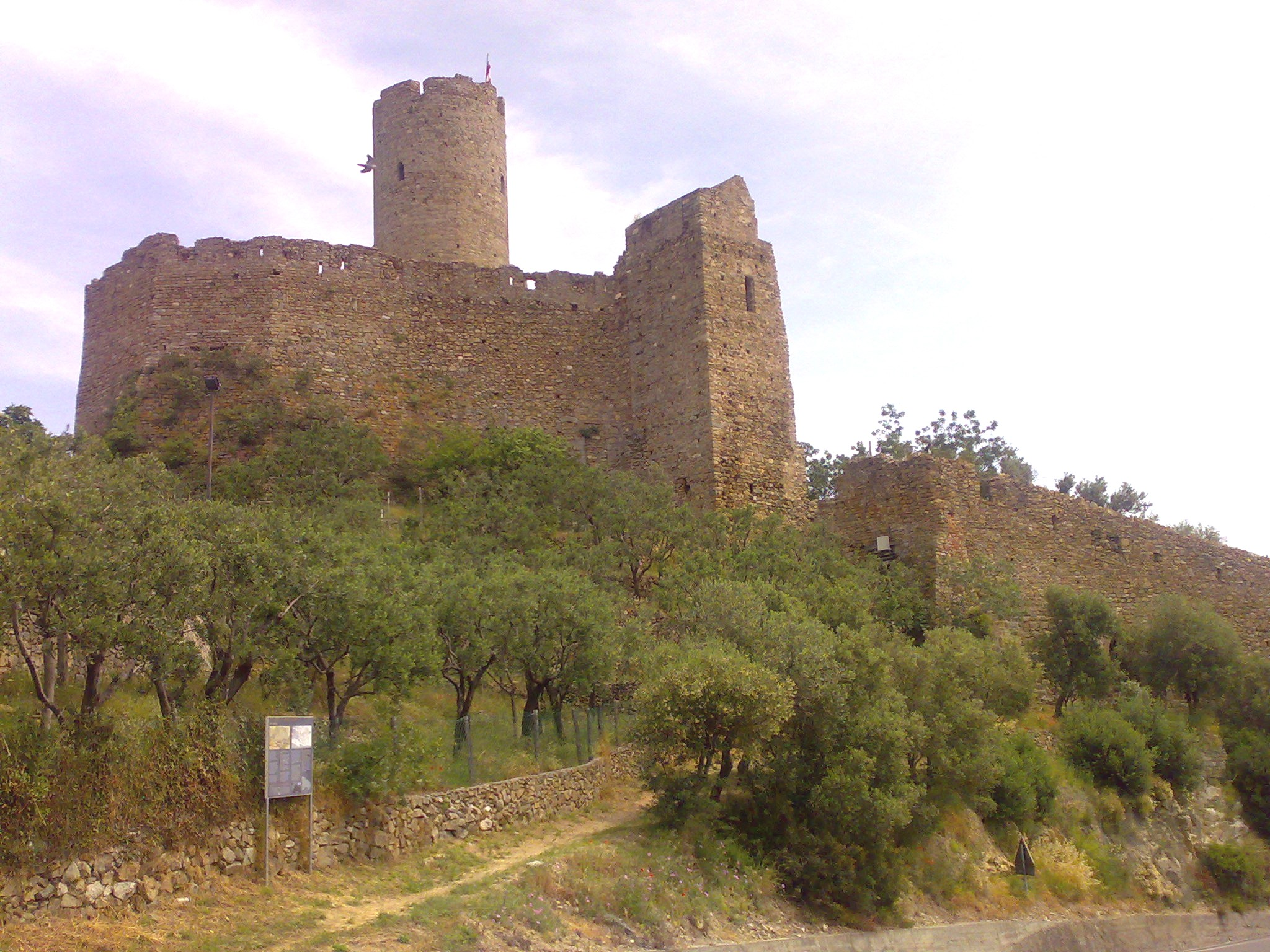
Il castello di Monte Ursino
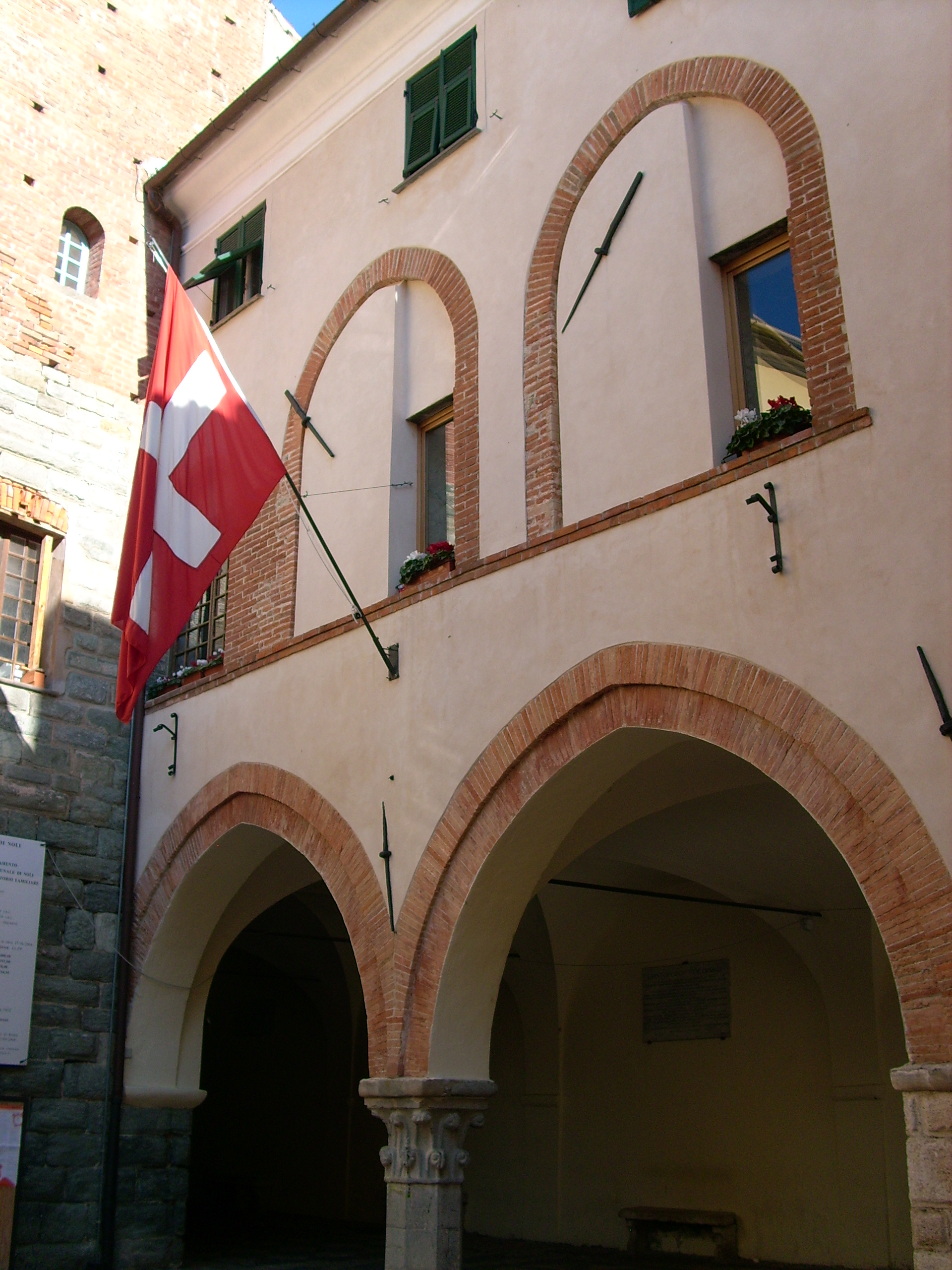
Il palazzo del governo, ora comunale
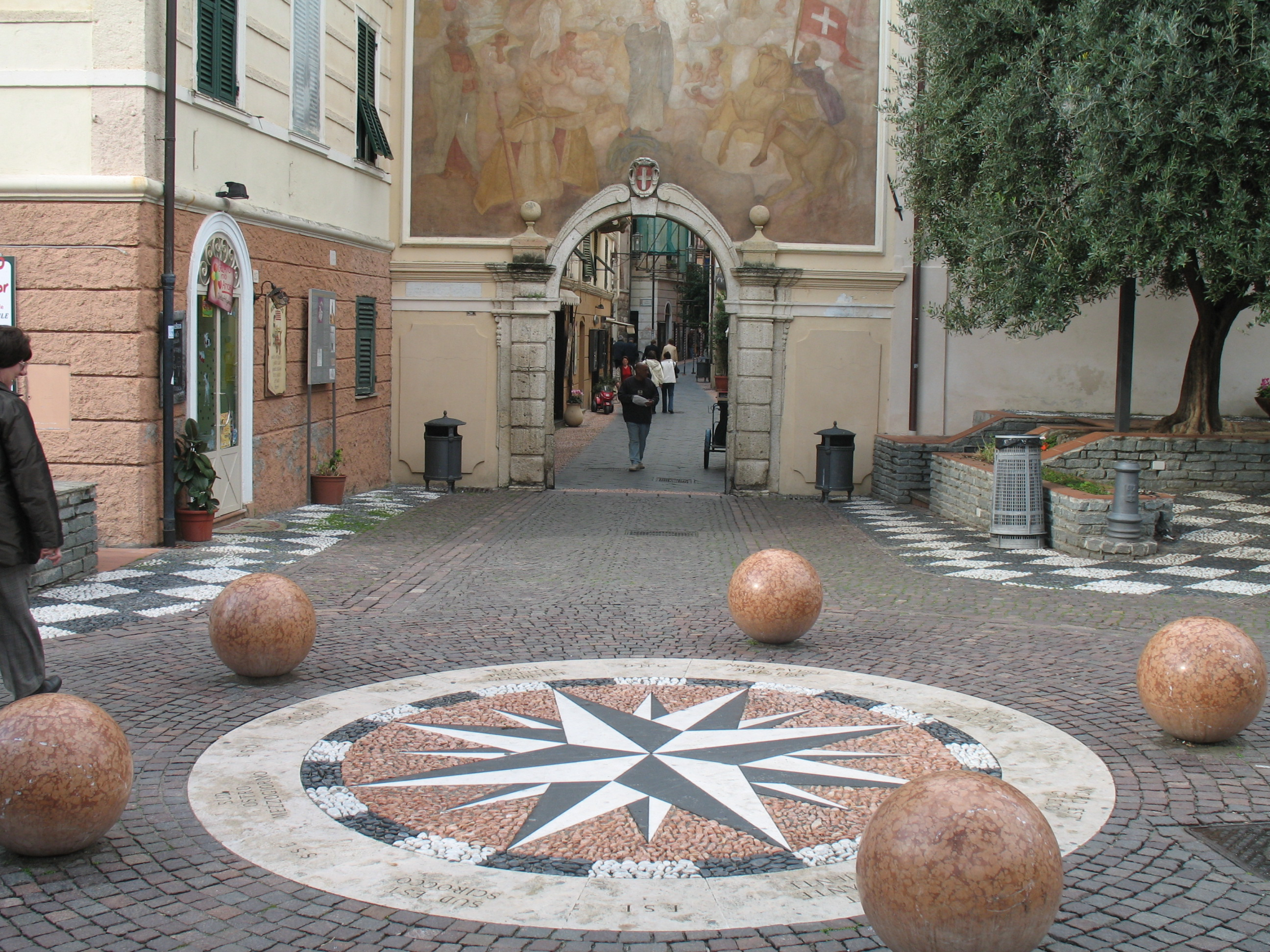
Porta di Piazza
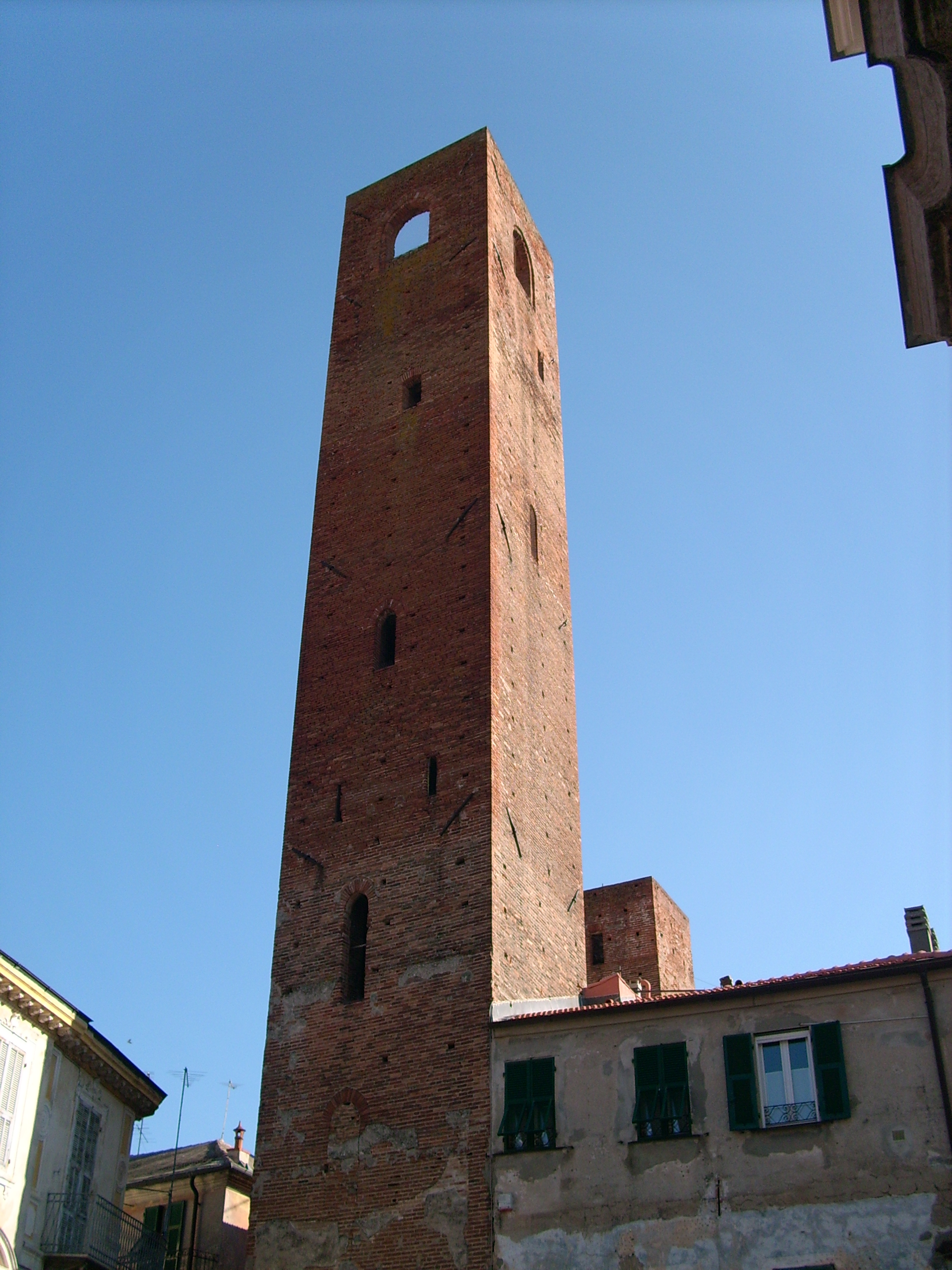
Una torre di Noli
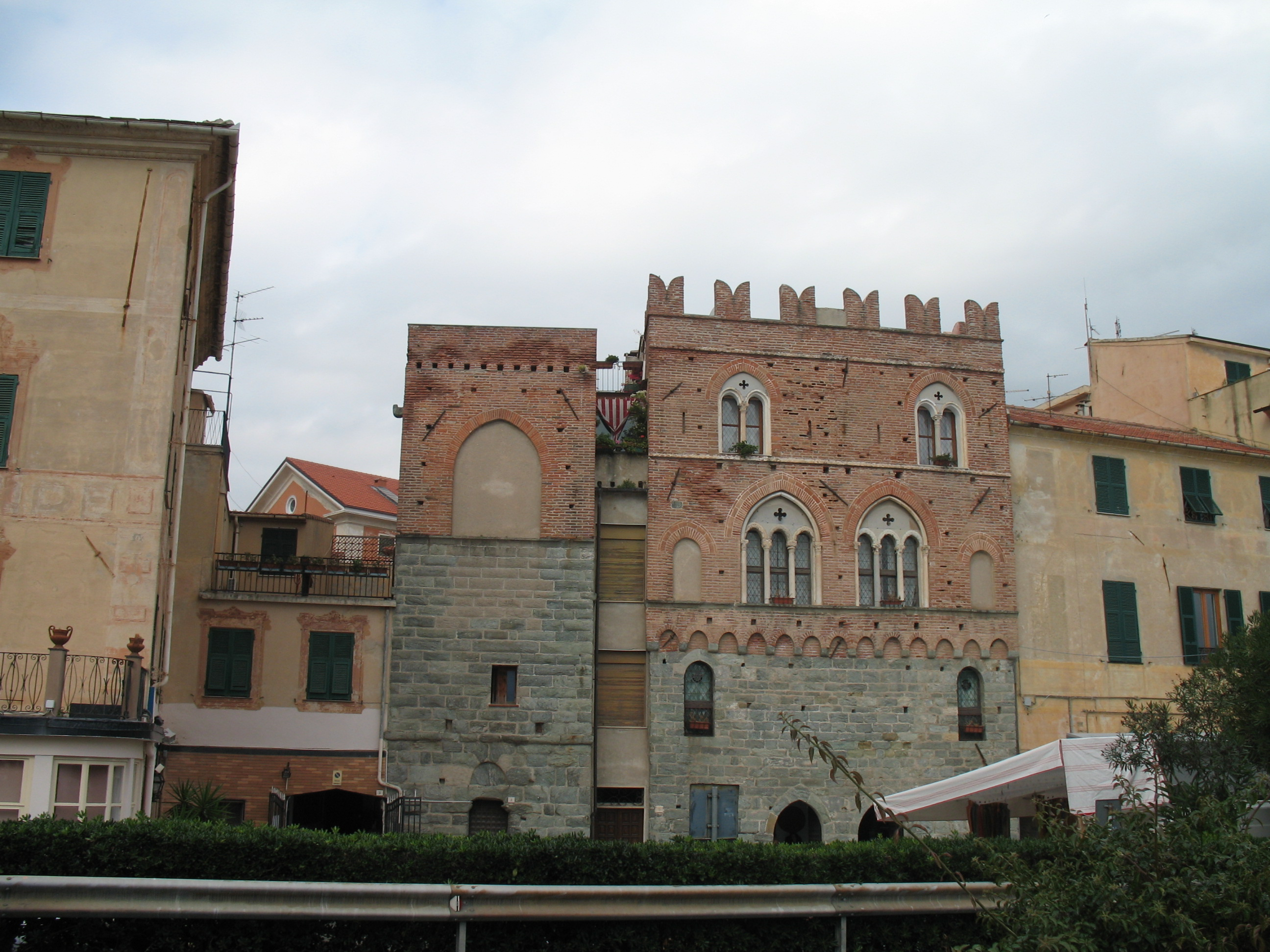
Antichi palazzi signorili
Rievocazione storica della repubblica